# Tenuipotamon
Tenuipotamon is een geslacht van kreeftachtigen uit de klasse van de Malacostraca (hogere kreeftachtigen).

## Soorten
- Tenuipotamon baishuiense G. Chen, 1993
- Tenuipotamon huaningense Dai & Bo, 1994
- Tenuipotamon panxiense G. Chen, 1993
- Tenuipotamon purpura Dai, 1990
- Tenuipotamon tonghaiense G. Chen, 1993
- Tenuipotamon xinpingense G. Chen, 1993
- Tenuipotamon yuxiense G. Chen, 1993